# غوندا نيمان شتيرنمان
غوندا نيمان شتيرنمان (بالألمانية: Gunda Niemann-Stirnemann)‏ (Gunda Niemann-Stirnemann) هي لاعبة أولمبية لرياضة تزلج سريع من ألمانيا. شاركت في الأولمبياد الشتوي في 1992–1998، وفازت بما مجموعه 8 ميداليات.

## الميداليات
| ذهب | فضة | برونز | المجموع |
| 3   | 4   | 1     | 8       |

## روابط خارجية
- غوندا نيمان شتيرنمان على موقع IMDb (الإنجليزية)
- غوندا نيمان شتيرنمان على موقع الموسوعة البريطانية (الإنجليزية)
- غوندا نيمان شتيرنمان على موقع SpeedSkatingBase.eu (الإنجليزية)
- غوندا نيمان شتيرنمان على موقع SpeedSkatingNews.info (الإنجليزية)
- غوندا نيمان شتيرنمان على موقع SpeedSkatingStats.com (الإنجليزية)
- غوندا نيمان شتيرنمان على موقع اللجنة الأولمبية الدولية (الإنجليزية)
- غوندا نيمان شتيرنمان على موقع أوليمبيديا (الإنجليزية)